# رابین استرجنبرگ
رابین استرجنبرگ (به انگلیسی: Robin Stjernberg) (زاده ۲۲ فوریه ۱۹۹۱) خوانندهٔ سوئدی است.
او در مسابقه آواز یوروویژن ۲۰۱۳ نماینده سوئد بود.